# Universidad de La Laguna

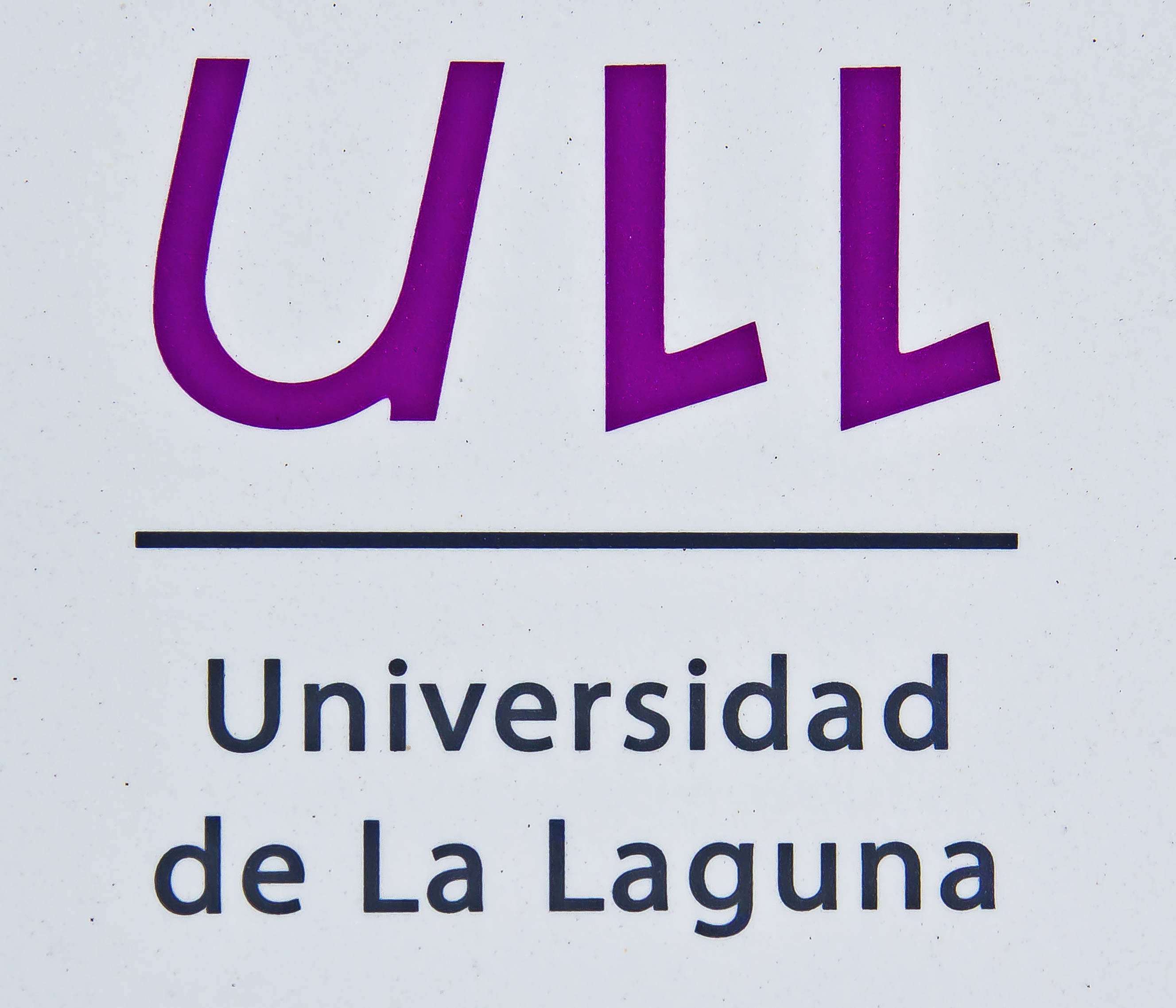
Logotyp

Universidad de La Laguna (ULL) är ett universitet i San Cristóbal de La Laguna på Teneriffa i Spanien. Det är det äldsta universitetet på Kanarieöarna. Där finns sex campus: Central, Anchieta, Guajara, Campus del Sur, Ofra och Santa Cruz de Tenerife.

## Galleri

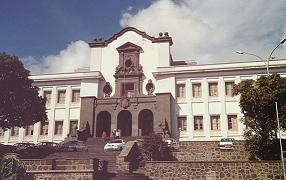
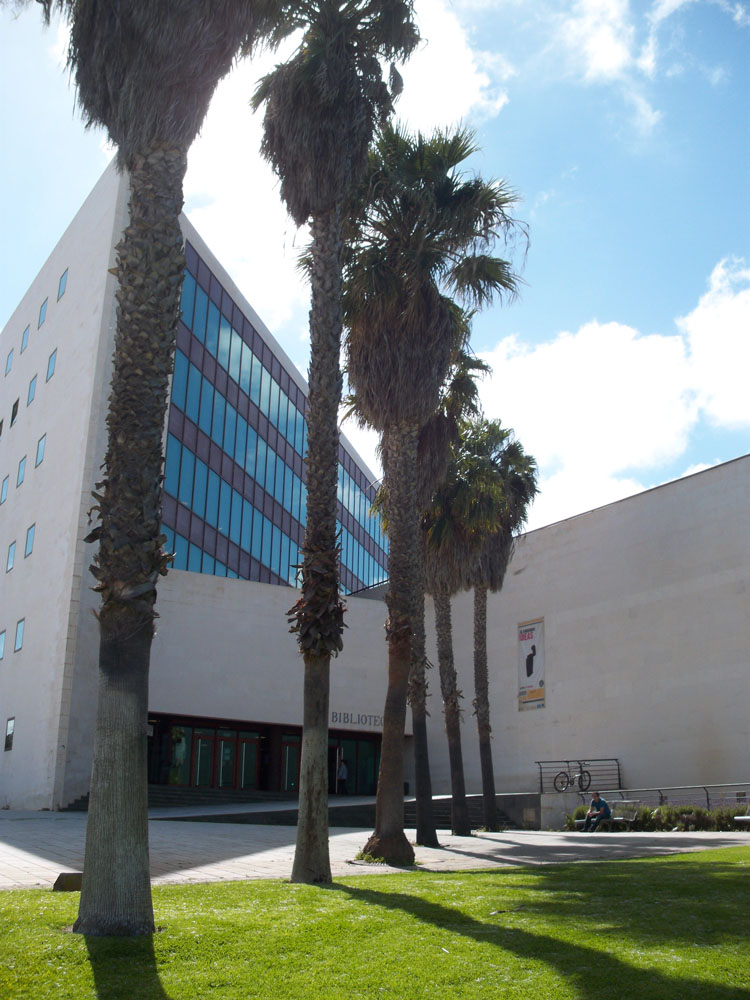
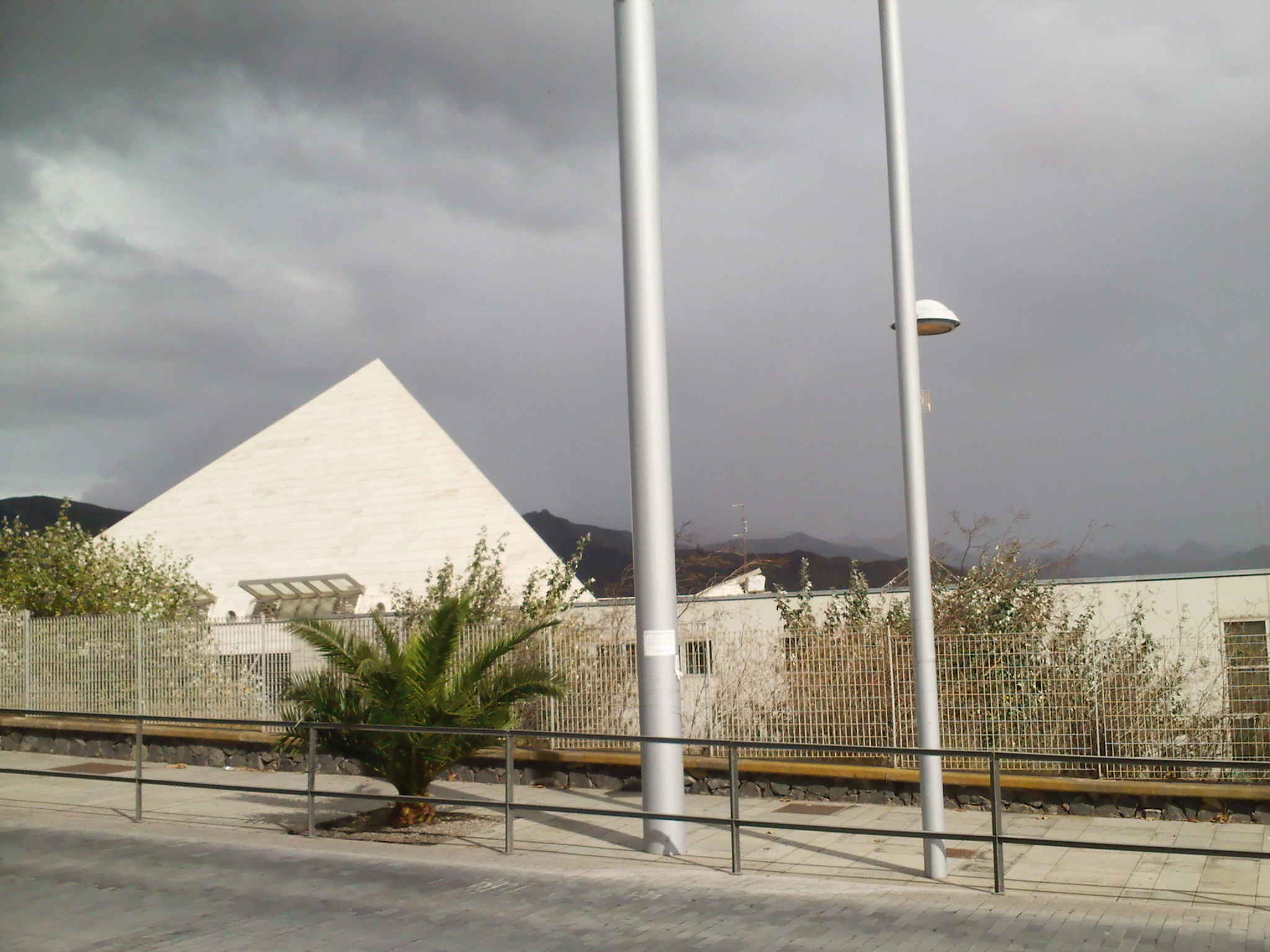